# Hovorkonema
Hovorkonema är ett släkte av rundmaskar. Hovorkonema ingår i familjen Syngamidae.